# Tradescantia virginiana
Tradescantia virginiana là một loài thực vật có hoa trong họ Commelinaceae. Loài này được L. miêu tả khoa học đầu tiên năm 1753.